# Alder (Oregon, Benton megye)
Alder az Amerikai Egyesült Államok északnyugati részén, Oregon állam Benton megyéjében elhelyezkedő önkormányzat nélküli település.
A Southern Pacific Railroad toledói szárnyvonala 1911-ben nyílt meg. A posta 1922 és 1930 között működött; mivel a térségben számos más települést is Aldernek neveztek, a Climax Lumber Company igazgatója a cég tulajdonosai nevének összevonásával keletkezett Hipp elnevezést javasolta.

## Fordítás
- Ez a szócikk részben vagy egészben  az   Alder, Oregon című angol Wikipédia-szócikk ezen változatának fordításán alapul.  Az eredeti cikk szerkesztőit annak laptörténete sorolja fel. Ez a jelzés csupán a megfogalmazás eredetét és a szerzői jogokat jelzi, nem szolgál a cikkben szereplő információk forrásmegjelöléseként.